# Liste der Kulturdenkmale in Bettemburg
In der Liste der Kulturdenkmale in Bettemburg sind alle Kulturdenkmale der luxemburgischen Gemeinde Bettemburg aufgeführt (Stand: 15. Juli 2025).

## Kulturdenkmale nach Ortsteil

### Bettemburg
| Bild           | Bezeichnung                                                               | Lage                            | Beschreibung | Stufe | Eingetragen seit  |
| -------------- | ------------------------------------------------------------------------- | ------------------------------- | --- | ----- | ----------------- |
| Weitere Bilder | Schloss Bettemburg                                                        | 13–15, rue du Château (Karte)   | Das Schloss wurde ab 1733 von Lothaire de Zievel und dessen Frau Appolinaire-Agnès-Elisabeth de Haagen zur Motten errichtet. Im Jahr 1807 erwarb Charles Joseph Collart den Gebäudekomplex aus Hof und Schloss. Im Jahr 1971 erwarb die Gemeinde das Schloss und ließ es Anfang der 1990er Jahre sanieren. Heute ist es Sitz des Bürgermeisters. Die dreiflügelige, zweigeschossige Anlage liegt in einem Park im Zentrum der Stadt. Während der schmalere Südteil Wirtschaftsgebäude und Ställe beherbergte, war der breitere Nordteil Wohngebäude. Am Ende dieses Gebäudeflügels sitzt ein quadratischer Gebäudeteil, der um ein Attikageschoss erhöht wurde. Verbunden sind die beiden Flügel über eine Toranlage im Westen. | PCN   | März 1986         |
| Wohngebäude    | Wohngebäude                                                               | 18, rue Paul Eyschen (Karte)    | | PCN   | 15. Juli 2020     |
| Weitere Bilder | Passagiergebäude, Lampenraum und alte Zollstation des Bahnhofs Bettemburg | place de la Gare (Karte)        | | PCN   | 19. Oktober 2022  |
| Wohnhaus       | Wohnhaus                                                                  | 43, rue Auguste Collart (Karte) | | PCN   | 22. Februar 2023  |
| Gebäude        | Gebäude                                                                   | 39, rue Marie-Thérèse (Karte)   | | PCN   | 20. März 2024     |
|                | Gelände                                                                   | Kataster Sektion A (Karte)      | | IS    | 30. Juni 1973     |
| Bauernhof      | Bauernhof                                                                 | 15, rue de l’Eau (Karte)        | | IS    | 28. Dezember 2009 |

### Fenningen
| Bild           | Bezeichnung              | Lage                       | Beschreibung | Stufe | Eingetragen seit  |
| -------------- | ------------------------ | -------------------------- | ------------ | ----- | ----------------- |
| Gebäude        | Gebäude                  | 6, rue de l’Église (Karte) |              | PCN   | 26. Oktober 2023  |
| Weitere Bilder | Kapelle samt Ausstattung | rue de l’Église (Karte)    |              | IS    | 10. November 1936 |

### Hüncheringen
| Bild           | Bezeichnung                         | Lage                       | Beschreibung | Stufe | Eingetragen seit |
| -------------- | ----------------------------------- | -------------------------- | --- | ----- | ---------------- |
| Weitere Bilder | Mühle mit Kanal, Wehr und Wegekreuz | 15, rue du Moulin (Karte)  | Die Mühle wurde im Jahr 1770 im ländlichen Barockstil errichtet. Im Jahr 1893 erfolgten unter der Familie Flies größere An- und Umbauarbeiten. Im Jahr 1922 wurde südlich der Mühle ein neues Wohnhaus im Stil des Historismus errichtet. An der Zufahrt zur Mühle steht ein Wegekreuz, das die Legende der drei Kinder und des heiligen Nikolaus zeigt. | PCN   | 4. Februar 2022  |
| Bauernhof      | Bauernhof                           | 23, rue de l’École (Karte) | | IS    | 25. Oktober 2018 |

### Nörtzingen
| Bild           | Bezeichnung | Lage                      | Beschreibung | Stufe | Eingetragen seit |
| -------------- | ----------- | ------------------------- | --- | ----- | ---------------- |
| Weitere Bilder | Bahnhof     | 2, rue de la Gare (Karte) | Das Empfangsgebäude wurde 1873 im typischen Stil der Bahnhöfe des Historismus errichtet. Nach der Schließung des Bahnhofs im Jahr 2001 und Renovierungsarbeiten dient es seit 2013 als Wohnheim für Doktoranden der Universität Luxemburg. | IS    | 18. Juli 2003    |

Legende: PCN – Immeubles et objets bénéficiant des effets de classement comme patrimoine culturel national; IS – Immeubles et objets inscrits à l’inventaire supplémentaire

## Quelle
- Liste des immeubles et objets beneficiant d’une protection nationales, Nationales Institut für das gebaute Erbe, Fassung vom 9. Juni 2023, S. 7 f. (PDF)